# Cerachipteria franzi
Cerachipteria franzi är en kvalsterart som beskrevs av Rainer Willmann 1953. Cerachipteria franzi ingår i släktet Cerachipteria och familjen Achipteriidae. Inga underarter finns listade i Catalogue of Life.